# Ontwikkelingssamenwerking
Ontwikkelingssamenwerking is bedoeld om ontwikkelingslanden en hun burgers en instellingen te helpen zich verder te ontwikkelen en zo een hogere levensstandaard te bereiken.
Ontwikkelingssamenwerking is actief op terreinen zoals onderwijs, gezondheidszorg, economische ontwikkeling, landbouw en infrastructuur. Naast concrete thema's richt ontwikkelingssamenwerking zich ook op zaken als het versterken van capaciteit en het vergroten van participatie van achtergestelde groepen.
De termen ‘ontwikkelingshulp’ en ‘ontwikkelingssamenwerking’ worden in praktijk door elkaar gebruikt. Van oudsher spreekt men van ontwikkelingshulp, maar in de jaren zeventig van de 20e eeuw werd de term ontwikkelingssamenwerking geïntroduceerd. Daarmee drukken donoren uit dat zij ontvangende landen en organisaties als gelijkwaardige partners beschouwen.

## De route van ontwikkelingshulp
Ontwikkelingshulp wordt langs meerdere routes verstrekt: door overheden, multilaterale instellingen en non-gouvernementele organisaties. In Nederland spreekt men van drie 'kanalen', in België van drie 'pijlers' in ontwikkelingssamenwerking. Naast deze traditionele kanalen of pijlers is een vierde route voor ontwikkelingshulp in opkomst: ontwikkelingshulp van particulieren, bedrijven, kerken, vakbonden, scholen, et cetera. In Nederland spreekt men van particuliere initiatieven in de ontwikkelingshulp, in België van vierdepijlerinitiatieven

### Bilaterale ontwikkelingshulp
Bilaterale hulp is hulp tussen de regering van het ontwikkelingsland en de regering van het donorland, bijvoorbeeld van Nederland aan Tanzania. Wereldwijd is de bilaterale hulp van 2003 tot 2008 gegroeid van 80 tot 135 miljard dollar en daarmee is dit de vorm van ontwikkelingshulp waar het meest aan wordt uitgegeven.

### Multilaterale ontwikkelingshulp
Multilaterale hulp wordt verstrekt door instellingen, zoals de Wereldbank, de Verenigde Naties en de Europese Unie. Multilaterale instellingen ontvangen subsidies van overheden. Zij voeren daar op hun beurt ontwikkelingsprogramma’s mee uit. In 2008 werd er 13,4 miljard dollar verstrekt via multilaterale instellingen.

### Ontwikkelingshulp via niet-gouvernementele organisaties
Niet-gouvernementele organisaties (NGO's) zijn particuliere, onafhankelijke hulporganisaties. Hun inkomsten bestaan uit donaties van particulieren, bedrijven en maatschappelijke organisaties. Soms ontvangen zij subsidie van de overheid. De grootste NGO's wereldwijd zijn World Vision, Save the Children International en Care USA. De noordelijke NGO's rapporteerden in 2007 een gezamenlijke omzet van meer dan 20 miljard dollar.

### Particuliere initiatieven / Vierdepijlerinitiatieven
Naast NGO's zijn ook burgers, sociale organisaties, stichtingen, scholen, ziekenhuizen, sportclubs, vriendengroepen en bedrijven actief. In Nederland worden dit particuliere initiatieve ofwel PI genoemd, in België spreekt men van de vierde pijler van de ontwikkelingssamenwerking. De particuliere hulp wordt ook wel 'doe-het-zelf-ontwikkelingshulp' genoemd.
Voor een deel van de particuliere initiatieven (PI) geldt dat het gaat om 'niet-domeinspecifieke organisaties'. Dat wil zeggen dat deze organisaties weliswaar bezig zijn met ontwikkelingssamenwerking, maar daar niet voor zijn opgericht en zich er ook niet in hebben gespecialiseerd. Dit geldt wel in alle gevallen voor organisaties uit de drie andere kanalen of pijlers.
'Niet-domeinspecifieke organisaties' kunnen bijvoorbeeld een sportclub of school die zich inzet voor sanitatie of kinderopvang in ontwikkelingslanden zijn. Maar het kan ook gaan om een bedrijf of beroepsorganisatie die zeer specialistische kennis en ervaringsdeskundigheid overdraagt of inzet voor ontwikkelingssamenwerking. Voorbeelden zijn: een ingenieursbureau dat sanitatieprojecten uitvoert of een kleinschalige, particuliere ontwikkelingsorganisatie van oogartsen die gratis staarbehandelingen verstrekken. Dat laatste sluit aan bij een andere ontwikkeling binnen de internationale samenwerking, de Noord-Zuid samenwerking tussen beroepsgroepen. Bijvoorbeeld internationale samenwerking 'van boer tot boer' waarbij boeren uit het Noorden samenwerken met boeren uit het zuiden, soms ondersteund door gespecialiseerde, faciliterende (ontwikkelings)organisaties.
Belangrijke noot bij informatie over kleinschalige, particuliere initiatieven in ontwikkelingssamenwerking is dat veel informatie over die organisaties wordt gekleurd door een onderliggend debat. Daarin staat de vraag centraal wie het beste ontwikkelingssamenwerking vorm kunnen geven, de nieuwkomers of de gevestigde partijen. De PI's bogen zich vooral op transparantie en kostenefficiëntie. De gevestigde organisaties bogen zich vooral op professionaliteit.
Het debat is ontstaan toen het aantal PI's in het afgelopen decennium een stormachtige groei doormaakte. In Nederland is het overgrote deel van de PI's ontstaan in de relatief korte periode na de millenniumwisseling. Daardoor is in die periode vrij plots een situatie ontstaan waarin PI's marktaandeel dreigden weg te halen bij de gevestigde organisaties in ontwikkelingssamenwerking. PI's maakten aanspraak op subsidieregelingen die voorheen voornamelijk ter beschikking waren van de gevestigde ontwikkelingsorganisaties. Daarnaast werven de PI's, net als de meeste andere ontwikkelingsorganisaties, ook fondsen bij particulieren.
Het debat over welke van de hier genoemde pijlers of kanalen het beste vorm geven aan ontwikkelingshulp is echter deels achterhaald door nieuwe ontwikkelingen in de markt. De belangrijkste subsidieregelingen waar de Nederlandse, kleinschalige hulp uit kon putten, zijn aangepast op een wijze dat de PI's er nauwelijks meer aanspraak op kunnen maken. PI's financieren hun projecten nu voornamelijk uit particuliere fondsen.
In Nederland stuurt de overheid bovendien in toenemende mate op participatie van het bedrijfsleven in ontwikkelingshulp. Toenmalig minister (2007-2010) Bert Koenders maakte deelname in het medefinancieringssysteem (MFS), het belangrijkste subsidiestelsel voor ontwikkelingssamenwerking, deels afhankelijk van partnerships met de private sector.

## Financiering
Het grootste deel van het budget voor ontwikkelingssamenwerking komt van overheden van rijke landen. In 2008 gaven deze overheden samen 120 miljard dollar aan officiële ontwikkelingshulp. De Verenigde Staten waren in 2008 in absolute zin de grootste donor, met een hulpbudget van 26 miljard dollar. Nederland bezette de zesde plaats met bijna 7 miljard dollar. België gaf 2,4 miljard dollar.
Relatief gezien zijn Noorwegen, Zweden, Denemarken, België, Nederland en Luxemburg de grootste donoren: zij besteden minimaal 0,7% van hun BNP aan ontwikkelingssamenwerking. Daarmee voldoen zij aan een internationale norm, die leden van de OESO in 1970 met elkaar afspraken.
Naast overheidshulp komt een belangrijk deel van ontwikkelingshulp voort uit particuliere kanalen, zoals ontwikkelingsorganisaties, bedrijven en burgers. Nederlandse ontwikkelingsorganisaties hebben een gezamenlijk budget van 1,3 miljard euro.
Een nieuwe manier van financiering voor projecten op het gebied van ontwikkelingssamenwerking is crowdfunding. Via crowdfunding verstrekken groepen particulieren gezamenlijk financiering ten behoeve van projecten in ontwikkelingslanden.

## Noodhulp
Ontwikkelingssamenwerking onderscheidt zich van noodhulp door een structurele aanpak van de oorzaak van problemen op lange termijn. Noodhulp (of humanitaire hulp) biedt een oplossing voor tijdelijke problemen veroorzaakt door natuurrampen of gewapende conflicten.
Een voorbeeld ter verduidelijking:
- noodhulp: in een regio waar hongersnood heerst als gevolg van een overstroming worden voedselpakketten verdeeld.
- ontwikkelingssamenwerking: in een regio waar veel honger voorkomt leert een hulpverlener aan lokale boeren duurzame landbouwtechnieken zoals irrigatie en vruchtwisseling. Zo kan de bevolking zelf voor voldoende en gezond voedsel zorgen.

## Visies
Over ontwikkelingssamenwerking bestaan veel uiteenlopende overtuigingen. Deze kunnen grofweg ondergebracht worden in drie grote groepen. Hoewel deze theorieën elk een dominante periode kenden hoeven ze niet als contrair aan elkaar te worden beschouwd. Door middel van begrip van de drie groepen kunnen supplementaire wijzen van ontwikkelingswerk worden ontwikkeld.

### Moderniseringstheorie
De aanhangers van de moderniseringstheorie stellen dat onderontwikkeling een gevolg is van interne factoren zoals slecht bestuur, traditionele productie en cultuur. Ontwikkeling volgt uit de ontmanteling van deze traditionele structuren en het volgen van het Europese model. Enerzijds vindt het zijn oorsprong in de evolutietheorie en het werk van Max Weber en Émile Durkheim. Deze auteurs zochten naar verklaringen voor de verschuiving van traditionele naar moderne economie en vonden deze in de verandering van sociale en culturele instituties.
Anderzijds vindt deze theorie haar oorsprong in de diffusietheorie. Gunnar Myrdal argumenteerde dat door groeiimpulsen van kapitaal, technologie en instituties de moderniteit zich verspreidt van geürbaniseerd gebied naar ruraal gebied, dit noemt hij de spread effects. Veel van dit denken is ook terug te vinden in het unilineaire ontwikkelingsmodel van Rostow. Deze theorie was heersend in de jaren 50 en 60 en kreeg als voornaamste kritiek eurocentrisch te zijn en traditionele economieën te denigreren.

### Afhankelijkheidsschool
Volgens de aanhangers van de afhankelijkheidsschool ligt de oorzaak van de onderontwikkeling van de derde wereld bij de ongelijke (economische) machtsverhoudingen tussen Noord en Zuid. De meeste anders-globalisten horen bij deze groep.
Deze school vindt haar oorsprong in auteurs zoals Karl Marx en Friedrich Engels. De klassenstructuur die deze auteurs beschreven wordt geprojecteerd op het internationaal systeem. Binnen deze visie wordt het Zuiden uitgebuit door het kapitalistische Noorden. Ook het Latijns-Amerikaans structuralisme had een grote invloed op deze school. Het was Raúl Prebisch, hoofd van de Economische Commissie voor Latijns-Amerika die stelde dat de internationale economische orde verdeeld was tussen een industriële kern en een agrarische periferie waarbij de kern de periferie domineert en depriveert.
De afhankelijkheidsschool stelt dat de vrijemarkteconomie de financiële winsten probeert te maximaliseren zonder oog voor de sociale en ecologische gevolgen. Door de globalisering zouden bedrijven aan maatschappelijke controle, arbeidswetten en milieunormen ontsnappen, omdat er geen internationale politieke instellingen zouden zijn die voldoende invloed op multinationale ondernemingen kunnen uitoefenen.
De aanhangers van de afhankelijkheidsschool ijveren voor
- Eerlijke handel die arbeiders en landbouwers uit het Zuiden een eerlijke prijs en goede arbeidsomstandigheden garandeert.
- Kwijtschelding van de financiële schulden van de armste landen.
- Correcties op de vrije markt, zoals de tobintaks, verlaging van de invoerrechten en afschaffing van de landbouwsubsidies in het Noorden.
- Duurzame ontwikkeling

Ze protesteerden in de jaren 80 en 90 tegen de Structurele Aanpassings Programma's (SAP) van de Wereldbank en het Internationaal Monetair Fonds (IMF) die lokale regeringen aanzetten tot bezuinigingen op basisvoorzieningen zoals gezondheidszorg en onderwijs.

### Neoliberale school
De aanhangers van de neoliberale school gaan ervan uit dat de problemen in de ontwikkelingslanden zelf ontstaan. De onderontwikkeling is volgens hen een gevolg van corruptie, (religieuze) onderdrukking, snelle demografische groei, andere mentaliteiten, natuurrampen en etnische conflicten.
Volgens aanhangers van de liberale school leiden globalisering en een vrije markt met zo weinig mogelijk beperkingen tot economische groei, die op termijn ook de armen ten goede komt. Ongelijkheid is voor hen geen probleem: Als armen ook welvarender worden, dan maakt het niet uit hoe rijk de rijksten zijn.
Ze gaan ervan uit dat ontwikkelingssamenwerking zich moet beperken tot acties die het economisch systeem zo weinig mogelijk hinderen. Noodhulp kan, maar als de crisis voorbij is heeft het geen zin of is het onmogelijk om de onderliggende problemen aan te pakken.
Er is slechts een beperkte rol voor de staat weggelegd. Deze moet zich bezighouden met het voorzien van publieke goederen en voor de rest de markt haar werk laten doen. Het was de schuldencrisis van de jaren 80 die de opmars van het neoliberalisme inluidde.
Deze neoliberale visie vindt haar oorsprong bij economen als Friedrich von Hayek en Milton Friedman, die binnen de economische traditie van de Chicago School vallen.

#### Grijs gebied
Het dient opgemerkt te worden dat er geen scherpe afbakening is tussen de afhankelijkheidsschool en de liberale school, er bestaat een grijs gebied tussen die twee. In dat grijze gebied bevinden zich degenen die van mening zijn dat de vrije markt het enige effectieve middel is om economische ontwikkeling te bewerkstelligen, maar dat een onafhankelijke instantie die de regels handhaaft en die eerlijke concurrentie bevordert daarbij essentieel is om de vrije markt goed te laten functioneren.

### Antropologen
Sommige antropologen zoeken de oorzaken van onderontwikkeling in de kolonisatieperiode: Door de paternalistische houding van de blanken zijn Afrikanen hun weerbaarheid, eigenwaarde en geloof in hun eigen mogelijkheden en creativiteit verloren. Onderontwikkeling betekent voor hen dat mensen geen vrije keuzes meer kunnen maken; afhankelijkheid is het gevolg.
Hier kan tegenin gebracht worden dat er nauwelijks een verband lijkt te bestaan tussen het ontwikkelingsniveau van een Afrikaans land en de mate waarin het blootgesteld is geweest aan Europese invloeden. Ethiopië is nooit gekoloniseerd geweest en heeft een zwakke economie terwijl Zuid-Afrika, een land waar de Europese invloed zeer groot is geweest, redelijk welvarend is. Waarbij aangetekend moet worden dat Zuid-Afrika vanwege de hoge en al eeuwen aanhoudende Europese migratie, opgeteld bij de Apartheid historie, een apart geval is.

#### Sociologische verschillen tussen noord en zuid
Begrippen als tijd, geld, vrijheid, arbeid, leven, gezondheid, gender, leeftijd en familie hebben dikwijls een andere betekenis voor mensen uit het Zuiden. Harmonie met de natuur, sociale relaties en respect voor de voorouders zijn in het Zuiden belangrijk bij het zoeken naar oplossingen voor concrete problemen; in tegenstelling tot het Noorden waar rationaliteit en het individu centraal staan bij ontwikkeling. Antropologen vinden dat ontwikkelingssamenwerking opnieuw doordacht moet worden vanuit de cultuur en de eigen opvattingen van mensen uit het Zuiden.
Tegenstanders van deze visie zijn van mening dat noorderlingen beter in staat zouden zijn om rationele beslissingen te nemen dan zuiderlingen, en dus de noordelijke cultuur dient gebruikt te worden om tot economische meerwaarden te komen. Deze etnocentrische visie heeft steeds minder aanhang.

## Geschiedenis
Het eerste omvangrijke ontwikkelingsplan van de Verenigde Staten is het Marshallplan uit 1947, gericht op de economische wederopbouw van Europa na de Tweede Wereldoorlog. Twee jaar later legt de Amerikaanse president, Harry Truman, in zijn inaugurele rede de grondslag voor de moderne ontwikkelingshulp. In 1949 vraagt hij aandacht voor het feit dat de helft de wereldbevolking in miserabele omstandigheden leeft. Truman maakt 2,75 procent van het Amerikaanse nationale inkomen vrij voor ontwikkelingshulp.
Ontwikkelingshulp moet de levensomstandigheden van de armsten op de wereld verbeteren. Toch is en was armoedevermindering niet het enige doel van hulp. Naast humanitaire motieven spelen economische belangen van donorlanden en politieke belangen in ontvangende landen een sterke rol.
In de jaren 50, 60 en 70 van de 20e eeuw was hulp onlosmakelijk verbonden met de Koude Oorlog en het verstevigen van banden met voormalige koloniën. Westerse ontwikkelingshulp had tot doel de veiligheid van het Westen tegen het communisme te vergroten. Ontwikkelingshulp had ook een sterk economisch motief. Zo verscheepte de VS zijn landbouwoverschotten via het Food for Peace Program in de vorm van ontwikkelingshulp naar de derde wereld.
Na de val van de muur in 1989 raakt de politieke motivatie op de achtergrond. De overheidsbudgetten voor ontwikkelingshulp dalen. In Amerika daalt het hulpbudget tijdens de regering-Clinton (1993-2001) tot 0,1 procent van het nationaal inkomen, terwijl die in 1949 nog 2,75 procent bedroeg. Tegelijkertijd krijgt de hulp een wat minder politieke kleur: hulp richt zich in toenemende mate op armoedebestrijding. Deze verschuiving vindt haar weerslag in de Millennium Ontwikkelingsdoelen, waarin regeringsleiders afspraken maken om voor 2015 de wereldwijde armoede sterk terug te dringen.
Sinds de aanslagen op 11 september 2001 zijn veiligheid en het verspreiden van democratie opnieuw centrale doelstellingen van ontwikkelingshulp. Dit is onder meer te zien aan de groeiende hulpbudgetten voor Afghanistan en Irak, na de Amerikaanse invasie in deze landen.

## Kwaliteit van ontwikkelingshulp

### Verklaring van Parijs
De kwaliteit en effectiviteit van ontwikkelingssamenwerking is een voortdurend onderwerp van discussie. Binnen de internationale donorgemeenschap is over een aantal uitgangspunten consensus bereikt. Deze punten zijn in 2005 vastgelegd in de Verklaring van Parijs. De kern van ‘Parijs’ is dat ontwikkelingslanden meer zeggenschap krijgen over de hulp, en dat donoren en ontvangers samenwerken op basis van vertrouwen. De Verklaring van Parijs rust op vijf principes:
- ontwikkelingslanden leiden hun eigen ontwikkeling samen met een daarin gespecialiseerde instelling (bijvoorbeeld Unicef) (eigenaarschap),
- donoren gebruiken vooral lokale systemen en stellen partners in staat om hun processen conform hun eigen planning uit te voeren (afstemming),
- donoren werken goed samen en stemmen hun onderlinge procedures en eisen maximaal af (harmonisatie),
- zowel donoren als partners stellen het behalen van resultaten centraal in hun planning (resultaatgericht management)
- donoren en partners leggen aan elkaar verantwoording af (wederzijdse verantwoordelijkheid)

De doelen moesten in 2010 zijn behaald. Een tussentijdse evaluatie in 2008 stelde dat er vooruitgang was geboekt, maar nog onvoldoende om de doelen te halen. In vergelijking met andere donoren deed Nederland het goed.

### Accra Agenda
De Verklaring van Parijs kreeg in 2008 een vervolg in de Accra Agenda for Action (AAA). In de AAA staan voorspelbaarheid van ontwikkelingshulp, conditionaliteit en het ontbinden van hulp centraal.
- Donoren maken ontwikkelingshulp voorspelbaar. Dat betekent dat zij op tijd laten weten op hoeveel hulp een ontwikkelingsland kan rekenen, en dat zij deze hulp op tijd leveren. Bovendien zal het verstrekken van hulp gebeuren aan de hand van de planning van het partnerland, in plaats van die van het donorland.[8]
- Donoren stellen niet hun eigen voorwaarden, maar verbinden condities aan de ontwikkelingsdoelen die het ontwikkelingsland zelf heeft vastgesteld.
- Donoren zullen ontwikkelingshulp zo veel mogelijk ontbinden. Dat betekent dat ontwikkelingslanden vrijheid krijgen om goederen en diensten te kopen waar zij willen.

### Capaciteitsopbouw
Capaciteitsopbouw richt zich op het versterken van kennis en vaardigheden, met als doel het functioneren van organisaties in ontwikkelingslanden te verbeteren. Capaciteitsopbouw kan bijvoorbeeld de vorm hebben van trainen van medewerkers of het versterken van het personeelsbestand. De term capaciteitsopbouw wordt op verschillende niveaus toegepast. Zo onderscheidt men in de regel capaciteitsopbouw van personen, van organisaties en van de samenleving als geheel. Het concept capaciteitsopbouw won na het begin van de 21e eeuw aan gewicht. Het hangt samen met de gedachte dat ontwikkelingslanden zelf verantwoordelijk zijn voor het uitvoeren van hun armoedebeleid. Voldoende lokale capaciteit is daarvoor belangrijk.

## Resultaten
De vraag of hulp effect heeft, is niet eenduidig te beantwoorden. Ontwikkelingshulp kent vele voorbeelden van mislukkingen en successen. De effectiviteitsvraag kan bovendien niet los gezien worden van het doel van de geboden hulp (economische groei, armoedevermindering, bevorderen politieke stabiliteit, et cetera), de vorm (schuldenverlichting, begrotingssteun, projecthulp, et cetera) en de donor (overheid, ontwikkelingsbank, ngo, et cetera).
De resultaten van ontwikkelingshulp hangen bovendien samen met een aantal andere factoren, zoals internationale handelsverhoudingen, politieke stabiliteit, de kwaliteit van instituties, geografische omstandigheden en historische gegroeide tradities.
Deze paragraaf beperkt zich tot algemene uitspraken over de resultaten van de twee hoofddoelstellingen van ontwikkelingshulp, die zijn vastgesteld door de OESO: het bevorderen van economische ontwikkeling en welzijn.

#### Economische ontwikkeling
Naar de relatie tussen ontwikkelingshulp en economische groei is veel onderzoek gedaan. Deze onderzoeken schetsen geen eenduidig beeld. Een aantal onderzoeken wijst op een negatief verband: landen die veel hulp kregen, deden het economisch slechter. Andere onderzoeken wijzen op een positief verband, weer anderen vinden geen verband. Een invloedrijk onderzoek van de Wereldbank stelt dat hulp positief effect heeft in landen met een goed macro-economisch beleid. Deze uitkomst werd in latere onderzoeken ter discussie gesteld. De meeste onderzoeken wijzen op een licht positief verband tussen ontwikkelingshulp en economische groei.

#### Bevorderen van welzijn
Ontwikkelingshulp heeft de afgelopen decennia bijgedragen aan het verwezenlijken van sociale doelen in ontwikkelingslanden. Voorbeelden daarvan zijn de afname van kindersterfte, de toename van het schoolbezoek en het uitroeien van een aantal besmettelijke ziektes (zoals polio en rivierblindheid). De armoede daalde de afgelopen decennia sterk. Deze successen waren niet uitsluitend te danken aan ontwikkelingshulp, maar hulp leverde wel een bijdrage. Andere sociale doelstellingen, zoals het terugdringen van moedersterfte en het verbeteren van de positie van vrouwen, blijken moeilijker te verwezenlijken.

## Nederlandse ontwikkelingshulp
Tot het aantreden van het kabinet-Rutte I gaf Nederland ruim 0,8% van het bruto nationaal product uit aan ontwikkelingshulp. Thans is dat 0,7%, conform de internationale norm van de OESO.
De ontwikkelingshulp door Nederland komt op drie manieren op zijn plaats terecht:
- Via een bilaterale relatie, in zo'n geval gaat het geld direct naar een land waarmee Nederland een relatie heeft.
- Via internationale organisaties zoals de Verenigde Naties en de Wereldbank. Ongeveer een kwart van het budget bereikt ontwikkelingslanden op deze manier.
- Via bedrijven, Niet-Gouvernementele Organisaties (NGO's) en kennisinstellingen. Deze route heet 'het particuliere financieringskanaal'. Bij maatschappelijke organisaties gaat het om organisaties als NOVIB, Cordaid of Artsen zonder grenzen. Ongeveer een kwart van het budget loopt via deze organisaties.

Een deel van de Nederlandse hulp gaat via medefinancieringsorganisaties (MFO's): Oxfam Novib, ICCO, Hivos, Cordaid. Plan Nederland (voorheen Foster Parents Plan) en Terre des Hommes. Deze MFO's zijn niet verbonden aan de regering, maar aan burgers, en dus een vorm van niet-gouvernementele organisaties (NGO's). Zij geven geld aan andere niet-gouvernementele organisaties die de eigenlijke hulpprojecten verzorgen in ontwikkelingslanden.
Niet al het geld komt vanuit belastinggeld. Burgers betalen ook direct voor ontwikkelingssamenwerking. De MFO's hebben bijvoorbeeld ook een eigen achterban die gelden bijdragen voor hun ontwikkelingsprojecten. Hetzelfde geldt voor andere NGO's die geld werven bij burgers, zoals Woord en Daad, Red een Kind, VSO, World Granny, Wilde Ganzen, WPF en SOS Kinderdorpen.
Daarnaast zijn er nog een groot aantal Kleinschalige Particuliere Initiatieven (PI) die vaak rechtstreeks samenwerken met hun buitenlandse partners. Het juiste aantal is niet bekend, naar schatting ligt dit rond de 8.000 organisaties. Kenmerkend voor Particuliere Initiatieven is het integreren van lokaal eigenaarschap in hun werkwijze, aangetoond in verschillende wetenschappelijke onderzoeken naar kleinschalige ontwikkelingssamenwerking (dr. Sara Kinsbergen, dr. Lau Schulpen, drs. Quinten Eitjes).

## Belgische ontwikkelingshulp
Zie onder meer Belgische Technische Coöperatie (BTC) voor gouvernementele ontwikkelingssamenwerking.
Zie Vredeseilanden, 11.11.11 en Broederlijk Delen voor niet-gouvernementele ontwikkelingssamenwerking.
In februari 2019 lanceerde federaal minister van Ontwikkelingssamenwerking Alexander De Croo (Open Vld) het dataportaal www.openaid.be, waarop men een overzicht kan vinden hoeveel Belgisch geld naar ontwikkelingssamenwerking gaat en aan welke projecten en programma's dat geld besteed wordt. Volgens minister De Croo behoorde België hiermee tot de top van meest transparante donorlanden ter wereld. De voorstelling van het dataportaal vond plaats op een nieuwjaarsreceptie in het in 2018 vernieuwde AfricaMuseum.

## Discussie
Over ontwikkelingshulp zijn de meningen verdeeld. Voorstanders wijzen op de morele verplichting van rijke landen om arme landen te helpen, en op successen op terrein van onderwijs en gezondheidszorg. Tegenstanders wijzen op de tegenvallende resultaten en op de voortdurende armoede in met name sub-Sahara-Afrika. Zij menen dat hulp landen afhankelijk maakt, en hen hindert om zélf hun ontwikkeling vorm te geven.
Een belangrijk argument van tegenstanders is dat hulp niet helpt, omdat het niet leidt tot meer economische groei. Zij wijzen daarbij op macro-economische studies, die aantonen dat dit effect uitblijft. Voorstanders wijzen op andere studies, die juist wél een positief verband laten zien. Zij wijzen er bovendien op dat hulp sociale vooruitgang brengt, zoals betere gezondheidszorg en onderwijs. Dit is niet direct terug te zien in economische groeicijfers.
Tegenstanders menen dat ontwikkelingshulp corruptie in de hand werkt. Het brengt leiders in de verleiding om hulpgelden aan te wenden voor hun eigen belang, in plaats van te investeren in de ontwikkeling van hun land. Tijdens de Koude Oorlog werd ontwikkelingshulp veelvuldig misbruikt door lokale leiders zoals Mobutu van Zaïre, Abacha in Nigeria en Mengistu in Ethiopië.
Voorstanders wijzen erop dat ontwikkelingshulp ook wordt ingezet om corruptie te bestrijden. Donoren stellen bovendien steeds strengere eisen aan de verantwoording van de besteding van hulpgelden, waardoor de kans op weglekken van geld aanzienlijk kleiner is geworden. Extreme vormen van mismanagement van hulpgeld, zoals in de Koude Oorlog, zijn tegenwoordig zeldzaam.
Een derde argument van tegenstanders is dat er veel geld ‘aan de strijkstok’ blijft hangen. Daarmee wordt bedoeld dat een te groot gedeelte van de hulp opgaat aan organisatie- en overheadkosten in het eigen land. Ontwikkelingshulp komt daarmee vooral de ontwikkelingsorganisaties ten goede. Voorstanders menen dat het percentage overheadkosten vaak wordt overschat. Organisaties als World Vision, Cordaid, Trias vzw en Oxfam Novib besteden ruim 80 procent van het geld aan projecten in het buitenland.
Onderzoeker/promovendus Wiet Janssen, verbonden aan Universiteit Twente, voormalig VVD-Kamerlid Arend Jan Boekestijn en Drs. Hans R.J. Sluijter uitten kritiek op ontwikkelingshulp. Janssen schreef dat 30% van steun verkeerd terechtkomt door corruptie en verkeerd beleid. Boekestijn schreef twee polemische werken: De prijs van een slecht geweten en Waarom hulp in zijn huidige vorm niet werkt. Sluijter publiceert in zijn boek Waarheidsvinding en Ontwikkelingssamenwerking kritiek op de onkunde van goede doelen en overheden om bewijslast over de beweerde output te leveren. Van de vele voorbeelden die hij aandraagt is het meest opvallend dat de EU niet in staat blijkt te zijn om te informeren wat er met de ontwikkelingsgelden ten aanzien van de tsunamiramp in 2004 is gebeurd. Sluijter fileert de sector door dwalingen ten aanzien van getuigenverslagen, causaliteitsredenaties, macrotheoretiseren, wetenschappelijke neutraliteit en bewijsvoering bloot te leggen.